# Richard Gasquet
Richard Gasquet (født 18. juni 1986 i Béziers i Frankrig) er en tidligere fransk tennisspiller, hvis karrierehøjdepunkt var en placering som nr. 7 på verdensranglisten i tennis. Hans sidste placering var som nr. 182 i verden (juni 2025). Han er i øjeblikket bosat i Neuchatel i Schweiz, er 185 cm. høj og vejer 75 kg. Hans træner er Julien Cassaigne. 

## Karriere
Han har vundet 5 ATP-turneringer, Gstaad (2006), Nottingham (2005, 2006), Lyon (2006)
Mumbai, India (2007)

## Tennis Masters Cup
Gasquet gik i 3 sæt mod Rafael Nadal og slog han Novak Djokovic 6-4, 6-2. 
Han har slået Roger Federer i deres første møde 6-7(1), 6-2, 7-6(10) i Monte Carlo (2005).

### Wimbledon
Gasquet har også vist styrke på græs hvor han nåede til semifinalen i Wimbledon 2007, men tabte til den schweiziske verdensetter Roger Federer 7-5, 6-3, 6-3. 

#### Kvartfinalen 2007
I kvartfinalen havde han ellers sendt tredje seedede Andy Roddick ud; 6-4, 6-4, 6-7, 6-7, 6-8. Gasquet var 2 sæt nede og et break imod sig i tredje sæt, men kom igen og vandt tiebreaken med 7-2. I fjerde sæt var det meget jævnbyrdigt og den blev ligeledes afgjort i tiebreak. I tiebreaken sikrede Gasquet sig det fjerde sæt. Femte og afgørende sæt lignede det fjerde sæt, men dog en Gasquet tættest på at bryde Roddick. Ved stillingen 7-6 til Gasquet lykkedes det at bryde, Roddick fik ingen 1. server ind, og det udnyttede Gasquet til at slå sejren fast.